# Nationaldivisioun (2011/2012)
W sezonie 2011/2012 rozgrywana jest 98. edycja najwyższej klasy rozgrywkowej piłki nożnej w Luksemburgu – Nationaldivisioun (fr. Division Nationale, niem. Nationaldivision). Tytułu mistrzowskiego broni F91 Dudelange. Rozgrywki rozpoczęły się 5 sierpnia 2011, a zakończą się – 13 maja 2012.

## Zasady rozgrywek
W rozgrywkach bierze udział 14 drużyn, walczących o tytuł mistrza Luksemburga w piłce nożnej. Każda z drużyn rozegra po 2 mecze ze wszystkimi przeciwnikami (razem 26 spotkań). 13. i 14. drużyna tabeli spadnie do Éirepromotioun, a 12. weźmie udział w barażach o utrzymanie się w Nationaldivisioun. Mistrz kraju otrzyma prawo gry w I rundzie kwalifikacyjnej Ligi Mistrzów UEFA. Zdobywca Pucharu Luksemburga 2011/2012, wicemistrz oraz 3. drużyna ligi wystąpi w I rundzie kwalifikacyjnej Ligi Europy UEFA.

## Drużyny
| Uczestnicy poprzedniej edycji                                                                                 | Uczestnicy poprzedniej edycji | Uczestnicy poprzedniej edycji | Uczestnicy poprzedniej edycji |
| --- | ----------------------------- | ----------------------------- | ----------------------------- |
| DUD | F91 Dudelange                 | 1                             |                               |
| FOL | Fola Esch                     | 2                             |                               |
| KÄE | UN Käerjéng 97                | 3                             |                               |
| DIF | FC Differdange 03             | 4                             |                               |
| PRO | Progrès Niedercorn            | 5                             |                               |
| GRE | CS Grevenmacher               | 6                             |                               |
| PÉT | CS Pétange                    | 7                             |                               |
| JES | Jeunesse Esch                 | 8                             |                               |
| RMH | RM Hamm Benfica               | 9                             |                               |
| SWI | Swift Hesperange              | 10                            |                               |
| RAC | Racing FC                     | 11                            |                               |
| Zwycięzca baraży o Nationaldivisioun                                                                          |                               |                               |                               |
| HOS | US Hostert                    | 12                            |                               |
| Awans z Éirepromotioun 2010/2011                                                                              |                               |                               |                               |
| UKT | Union 05 Kayl-Tétange         | 1                             |                               |
| RUM | US Rumelange                  | 2                             |                               |
| Oznaczenia: - kolumna pierwsza – skróty nazw drużyn, - kolumna trzecia – miejsce zajęte w poprzednim sezonie. |                               |                               |                               |

## Tabela
| Lp. | Drużyna                 | M  | Z  | R  | P  | B+ | B- | +/– | Pkt | Kwalifikacja lub spadek                                     |
| --- | ----------------------- | -- | -- | -- | -- | -- | -- | --- | --- | ----------------------------------------------------------- |
| 1   | F91 Dudelange (M, P)    | 26 | 16 | 6  | 4  | 67 | 20 | +47 | 54  | Kwalifikacja do Liga Mistrzów UEFA • I runda kwalifikacyjna |
| 2   | Jeunesse Esch           | 26 | 15 | 6  | 5  | 56 | 37 | +19 | 51  | Kwalifikacja do Liga Europy UEFA • I runda kwalifikacyjna   |
| 3   | Grevenmacher            | 26 | 14 | 7  | 5  | 50 | 27 | +23 | 49  | Kwalifikacja do Liga Europy UEFA • I runda kwalifikacyjna   |
| 4   | Differdange 03          | 26 | 13 | 9  | 4  | 64 | 26 | +38 | 48  | Kwalifikacja do Liga Europy UEFA • I runda kwalifikacyjna   |
| 5   | UN Käerjeng 97          | 26 | 12 | 7  | 7  | 37 | 35 | +2  | 43  |                                                             |
| 6   | Fola Esch               | 26 | 10 | 8  | 8  | 41 | 30 | +11 | 38  |                                                             |
| 7   | RM Hamm Benfica         | 26 | 12 | 2  | 12 | 54 | 47 | +7  | 38  |                                                             |
| 8   | Pétange                 | 26 | 10 | 6  | 10 | 29 | 37 | −8  | 36  |                                                             |
| 9   | Progrès Niedercorn      | 26 | 9  | 6  | 11 | 32 | 35 | −3  | 33  |                                                             |
| 10  | Racing FC               | 26 | 7  | 11 | 8  | 40 | 41 | −1  | 32  |                                                             |
| 11  | Union 05 Kayl-Tétange   | 26 | 8  | 5  | 13 | 39 | 51 | −12 | 29  |                                                             |
| 12  | Swift Hesperange (B, S) | 26 | 7  | 5  | 14 | 34 | 53 | −19 | 26  | Baraże o Nationaldivisioun                                  |
| 13  | Rumelange (S)           | 26 | 5  | 4  | 17 | 27 | 71 | −44 | 19  | Spadek do Luxembourg Division of Honour                     |
| 14  | US Hostert (S)          | 26 | 2  | 2  | 22 | 22 | 82 | −60 | 8   | Spadek do Luxembourg Division of Honour                     |

1. ↑  Differdange 03 zakwalifikował się do Ligi Europy, ponieważ uczestnicy finału Pucharu Luksemburga zapewnili sobie miejsce w pucharach poprzez zajęte miejsce w lidze.

## Wyniki
| Gospodarz \ Gość      | DIF | DUD | FOL | GRE | HOS | JEU | KÄE | PET  | PRO | RAC | RMH | RUM | SWI | UKT |
| --------------------- | --- | --- | --- | --- | --- | --- | --- | ---- | --- | --- | --- | --- | --- | --- |
| Differdange 03        |     | 3–1 | 2–2 | 0–0 | 3–0 | 0–3 | 5–0 | 2–1  | 2–3 | 2–2 | 2–2 | 6–1 | 6–1 | 4–1 |
| F91 Dudelange         | 1–1 |     | 1–0 | 1–1 | 3–0 | 3–3 | 4–1 | 10–0 | 5–0 | 0–1 | 1–0 | 2–0 | 2–1 | 2–0 |
| Fola Esch             | 1–1 | 1–1 |     | 1–2 | 3–1 | 1–3 | 4–0 | 0–1  | 1–1 | 0–0 | 2–0 | 0–0 | 4–1 | 4–1 |
| Grevenmacher          | 2–1 | 0–2 | 2–1 |     | 4–0 | 1–2 | 2–0 | 2–0  | 1–2 | 2–1 | 2–2 | 2–1 | 2–0 | 0–2 |
| US Hostert            | 0–2 | 1–9 | 1–3 | 0–6 |     | 1–6 | 0–2 | 0–1  | 2–5 | 2–2 | 1–2 | 1–0 | 1–2 | 0–3 |
| Jeunesse Esch         | 1–2 | 2–1 | 2–0 | 1–2 | 3–2 |     | 0–0 | 2–0  | 2–1 | 2–2 | 2–3 | 1–0 | 2–1 | 4–3 |
| UN Käerjeng 97        | 1–1 | 0–0 | 2–3 | 2–1 | 3–0 | 3–0 |     | 3–2  | 0–0 | 3–2 | 3–0 | 2–1 | 1–0 | 1–2 |
| Pétange               | 0–0 | 0–0 | 2–1 | 2–2 | 3–0 | 3–0 | 0–2 |      | 0–1 | 1–1 | 2–0 | 0–0 | 0–3 | 2–0 |
| Progrès Niedercorn    | 1–0 | 1–2 | 0–1 | 0–1 | 0–2 | 1–1 | 0–0 | 1–2  |     | 1–2 | 0–2 | 4–2 | 1–0 | 2–0 |
| Racing FC             | 1–0 | 2–0 | 2–2 | 1–1 | 3–3 | 1–3 | 1–2 | 0–0  | 3–3 |     | 3–0 | 3–1 | 1–3 | 3–3 |
| RM Hamm Benfica       | 1–2 | 1–4 | 2–0 | 1–3 | 3–1 | 2–4 | 2–3 | 0–4  | 2–0 | 4–0 |     | 9–1 | 8–2 | 1–0 |
| Rumelange             | 0–7 | 0–6 | 1–1 | 0–5 | 3–2 | 1–5 | 2–0 | 3–0  | 2–1 | 0–3 | 1–3 |     | 3–3 | 4–1 |
| Swift Hesperange      | 0–3 | 0–3 | 1–2 | 1–1 | 1–3 | 1–1 | 3–3 | 3–1  | 1–0 | 1–0 | 1–2 | 3–0 |     | 1–1 |
| Union 05 Kayl-Tétange | 2–6 | 1–3 | 0–3 | 3–3 | 5–0 | 1–3 | 0–0 | 1–2  | 1–1 | 2–0 | 3–2 | 1–0 | 2–0 |     |

## Baraże o Nationaldivisioun
Po zakończeniu rozgrywek odbędzie się mecz barażowy o miejsce w najwyższej klasie rozgrywkowej Luksemburga między 12. drużyną Nationaldivisioun a 3. zespołem Éirepromotioun.
| 17 maja 2012 | Swift Hesperange                                                                 | 2:6   | Wiltz                                                                                                   |                                                                 |
| 19:00        | Anton Bozic 8', 30'                                                              | (2:3) | 16' Randy Chionna · 21' (k), 75', 90+4' Edis Osmanović · 39' Antonio Oliveira Soares · 48' Amadou Touré | Stade Am Deich (Ettelbruck) Widzów: 1517 Sędzia: Frank Bourgnon |
| 19:00        | Anton Bozic 20' · Kasım Yıldız 48' · Armando Tavares 74' · Hamilton Carvalho 81' | (2:3) | 10' Amadou Touré                                                                                        | Stade Am Deich (Ettelbruck) Widzów: 1517 Sędzia: Frank Bourgnon |

## Strzelcy
| Bramki | Strzelcy              | Drużyna               |
| ------ | --------------------- | --------------------- |
| 23     | Omar Er Rafik         | Differdange 03        |
| 20     | Daniel Huss           | CS Grevenmacher       |
| 20     | Sanel Ibrahimović     | RM Hamm Benfica       |
| 19     | Aurélien Joachim      | F91 Dudelange         |
| 16     | Stefano Bensi         | F91 Dudelange         |
| 15     | Tony Lopes            | Union 05 Kayl-Tétange |
| 13     | Gauthier Caron        | Differdange 03        |
| 13     | Nicolás Romero        | Racing FC             |
| 13     | Johan Sampaio Miranda | Swift Hesperange      |
| 12     | Daniel Gomez          | Jeunesse Esch         |

Źródło: transfermarkt